# Częstotliwość próbkowania

Sygnał analogowy (szary) i dyskretny (czerwony) spróbkowany ze stałą częstotliwością próbkowania

Częstotliwość próbkowania – wartość określająca liczbę próbek w jednostce czasu (zwykle sekundzie) pobranych ze źródłowego sygnału ciągłego w celu uzyskania sygnału dyskretnego.

## Twierdzenie o próbkowaniu
Z twierdzenia o próbkowaniu wynika, że pełne odtworzenie sygnału ciągłego w czasie jest możliwe, jeśli częstotliwość próbkowania sygnału cyfrowego jest wyższa niż dwukrotność najwyższej częstotliwości sygnału próbkowanego, lub innymi słowy, kiedy częstotliwość Nyquista (połowa częstotliwości próbkowania) jest wyższa niż najwyższa częstotliwość sygnału próbkowanego. Jeśli sygnał jest próbkowany z niższą częstotliwością, to informacja zawarta w oryginalnym sygnale (analogowym) może nie być w całości odtworzona na podstawie sygnału dyskretnego. Przykładowo, jeśli górna granica pasma sygnału wynosi 100 Hz, to częstotliwość próbkowania większa niż 200 Hz jest wystarczająca, aby uniknąć zjawiska aliasingu i w pełni odtworzyć oryginalny sygnał.
Pełny zakres pasma dźwięków słyszalnego przez człowieka mieści się w granicach od 20 Hz do 20 kHz. Minimalna częstotliwość próbkowania spełniająca ten warunek to 40 kHz. Jest to jeden z powodów, obok innych technicznych, że na płycie kompaktowej dźwięk zapisany jest z częstotliwością próbkowania 44,1 kHz.

## Nadpróbkowanie
W uzasadnionych przypadkach celowe jest, aby częstotliwość próbkowania była znacznie wyższa niż to wynika z pasma sygnału. Dzięki temu łatwiej uniknąć zniekształceń aliasingowych, stosując relatywnie prosty antyaliasingowy filtr analogowy oraz niemal idealny filtr cyfrowy. Powodem, dla którego preferuje się układ prostego filtru analogowego z cyfrowym jest to, że filtry cyfrowe nie podlegają żadnym zmianom i ich odpowiedź na zadany sygnał wiernie odpowiada projektowi, co jest zadaniem trudnym do osiągnięcia w filtrach analogowych z uwagi na zmienność komponentów, z których są one wytwarzane. Technologia ta jest również stosowana w celu programowego zwiększenia rozdzielczości przetwornika analogowo-cyfrowego  .

## Podpróbkowanie
Możliwe są przypadki, w których stosowana jest częstotliwość próbkowania niższa niż częstotliwość Nyquista  . Dla sygnałów dolnopasmowych (zawierających częstotliwości od 0 do szerokości pasma) metoda ta wprowadza zniekształcenia aliasingowe. Jednak dla sygnałów środkowopasmowych, w których nie ma składowych o niskich częstotliwościach, które wprowadzałyby zniekształcenia w próbkowanym sygnale o wysokiej częstotliwości (ale o wąskim paśmie), jest możliwe stosowanie niższej częstotliwości próbkowania niż to wynika z twierdzenia o próbkowaniu. Technologia ta ma zastosowanie w radiokomunikacji cyfrowej .

## Audio
Najbardziej powszechnie stosowane częstotliwości próbkowania w cyfrowym przetwarzaniu sygnałów dźwiękowych to 44,1 kHz, 48 kHz, 96 kHz i 192 kHz. Dwie główne bazowe częstotliwości próbkowania to 44,1 kHz i 48 kHz. Chociaż większość studiów nagraniowych stosuje sprzęt nagraniowy próbkujący sygnał z częstotliwością będącej wielokrotnością 48 kHz, ostateczny wynik wymaga zwykle przekształcenia do standardowej formy dystrybuowanej na CD.